# عيفير
عيفير (بالإنجليزية: Efair)‏ قرية سورية صغيرة في حمص تتبع إداريّاً لبلدة الهزة، التابعة لناحية الفرقلس شرق محافظة حمص.

## جغرافيا
تقع القرية شرق مدينة حمص بحوالي 45 كم².

## النشاط البشري
تشكل القرية مساحة زراعية واسعة، تتركز بشكل أساسي بزراعة أشجار اللوز والزيتون، وتشكل مصدر الدخل الأساسي للزراعة فيها، إلى جانب تربية الدواجن والأبقار.